# William Dongois

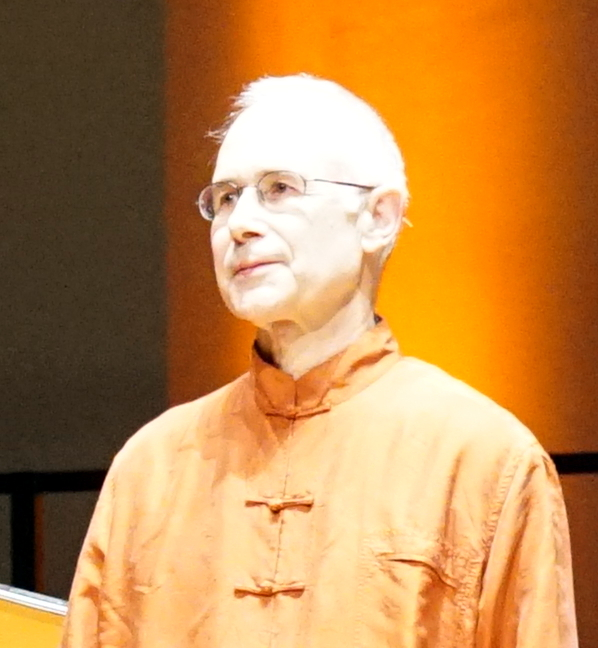
William Dongois

William Dongois (* in Langres, Champagne-Ardenne, Frankreich) ist ein französischer Blechbläser mit Schwerpunkt auf dem Zink.

## Leben und Wirken
Nach seinem Trompetenstudium an den Musikhochschulen in Reims (CNR) und Paris (CNSM) wirkte er als Lehrer für dieses Instrument. Gleichzeitig spielte er im Orchester der Musikhochschule und ist Orchestermitglied im Grand Théâtre von Reims.
Über seine Praxis als Blechbläser entdeckte er die Alte Musik des 16. und 17. Jahrhunderts. Er vertiefte seine Kenntnisse der Musikgeschichte in der Kompositionsklasse. Die Verbindung zwischen seiner Erfahrung im Trompetenspiel und seiner Vorliebe für das Repertoire alter Musik brachte ihn dann zu seinem Interesse am Zink. Um das Instrument zu erlernen, nahm er Kurse bei Jean-Pierre Canihac und Bruce Dickey in der Schola Cantorum Basiliensis. Unter Jordi Savall erweiterte er seine Kenntnisse in Ensembleleitung.
Dongois spielte für Aufnahmen mit Orchestern wie Hespèrion XXI und Concerto Palatino und unter Dirigenten wie Ton Koopman, Andrew Parrott, Joshua Rifkin, René Jacobs und anderen. Bis 1993 war er im Ensemble La Fenice tätig, mit dem er die ersten Preise bei den Musikwettbewerben für Orchester in Brügge (1990) und Malmö (1992) errang. Er spielt als Gast in zahlreichen Orchestern und leitet das Anfang 1992 von ihm gegründete Ensemble Le Concert Brisé, mit dem er u. a. für das Label Carpe Diem Records mehrere CDs einspielte.
Seit 2002 leitet er die Zinkklasse des „Centre de Musique Ancienne“ am Genfer Konservatorium, außerdem gibt er Meisterkurse an mehreren europäischen Musikhochschulen.

## Diskographie (Auswahl)
- Dulcis Memoria, 1995.
- Symphoniae sacrae II, 1997.
- Vesper for St. Michael's Day, 1998.
- Musique Transalpine, 2002.
- L'Àge D'or du Cornet À Bouquin, 2007.
- Stadtpfeifer · Waits · Ministriles · Piffari, mit Capella de la Torre, Coviello 2007.
- Baldassare Vialardo: Missa Vestiva i colli. Mit Kompositionen über das Madrigal Vestiva i colli von Adriano Banchieri, Giovanni Paolo Cima, Ignazio Donati, Michel’Angelo Grancini, Francesco Rognoni und Bartolomé De Selma y Salaverde. Interpreten: Miriam Feuersinger (Sopran), Hans Jörg Mammel (Tenor), William Dongois (Zink; Improvisation), Musica Fiorita, Daniela Dolci (Cembalo, Orgel und Leitung). Christophorus, 2015. (Missa von Vialardo als Ersteinspielung).